# جان-كلود مارتينيز
جان-كلود مارتينيز هو قانوني وسياسي فرنسي، ولد في 30 يوليو 1945 في سيت في فرنسا. نشط حزبياً في التجمع من أجل الجمهورية (1982 – 1982) والتجمع الوطني (1985 – 1985). وقد انتخب نائب فرنسي عن دائرة  وقد انضم خلال فترته النيابية ‏ (2 أبريل 1986 – 14 مايو 1988) للكتلة البرلمانية  وانتخب رئيس Association pour la suppression de l'impôt sur le revenu et la réforme fiscale ‏ (1985 – ) وانتخب عضو في البرلمان الأوروبي (5 سبتمبر 1989 – 13 يوليو 2009).

## وصلات خارجية
- الموقع الرسمي